# Żeglarstwo na Letnich Igrzyskach Olimpijskich 1924 – klasa 8 metrów
Zawody w żeglarskiej klasie 8 metrów podczas VIII Letnich Igrzysk Olimpijskich odbyły się w dniach 21–26 lipca 1924 roku na wodach Hawru.

## Informacje ogólne
Do zawodów zgłosiło się sześć liczących maksymalnie pięciu żeglarzy załóg reprezentujących sześć krajów – na starcie nie pojawiła się jednak włoska załoga.
Zawody składały się z trzech wyścigów eliminacyjnych, z każdego z nich czołowa dwójka awansowała do dalszej fazy, przeprowadzonej w formie dwóch wyścigów półfinałowych. Punkty były przyznawane za miejsca zajęte na mecie – liczba punktów równa była zajętej lokacie. Na wynik końcowy składała się suma wszystkich punktów, przy czym wyższą lokatę zajmował jacht o mniejszej liczbie punktów. Każdy z wyścigów odbywał się na dystansie 16 mil morskich.
Wyścigi eliminacyjne zostały wygrane odpowiednio przez jachty Namoussa, Emily i Bera, które wraz z Antwerpia V, zdobywcą drugiego miejsca w wyścigu drugim, awansowały do fazy półfinałowej. W obydwu najlepsza okazała się norweska załoga na jachcie Béra zostając tym samym zwycięzcą olimpijskich regat.

## Wyniki
| złoto  | Carl Ringvold Rick Bockelie Harald Hagen Ingar Nielsen Carl Ringvold                    | Béra        | 2 | Q | 4 |   | 1 | Q | 1   | 1 | 1 | 1 | 2     |
| srebro | Ernest Roney Gordon Fowler Edwin Jacob Thomas Riggs Walter Riggs                        | Emily       | 3 |   | 1 | Q | 3 |   | 2   | 2 | 3 | 3 | 5 (7) |
| brąz   | Louis Breguet Pierre Gauthier Robert Girardet André Guerrier Georges Mollard            | Namousse    | 1 | Q | 5 |   | 2 | Q | 3   | 3 | 2 | 2 | 5 (8) |
| 4      | Fernand Carlier Maurice Passelecq Emmanuel Pauwels Paul Van Halteren Victor Vanderslyen | Antwerpia V | 5 |   | 2 | Q | 5 |   | DNF | 4 | 4 | 4 | 8     |
| 5      | Juan Milberg Rolando Aguirre César Gérico Bernardo Milhas Mario Uriburu                 | Blue Red    | 4 |   | 3 |   | 4 |   |     |   |   |   |       |